# Sydasien (tidskrift)
Sydasien är en svensk tidskrift som ges ut sedan 1977. Underrubriken beskriver inriktningen: ”Tidskrift om Indien, Pakistan, Sri Lanka, Bangladesh, Afghanistan, Nepal, Bhutan och Maldiverna”.
Sydasien är en nättidskrift och en tryckt tidskrift, som produceras av en politiskt oberoende tidskriftsförening. Redaktionen är sedan 2020 baserad i Mölndal. Tidskriftens redaktör är frilansjournalisten Johan Mikaelsson. Skribenterna är baserade i Sverige såväl som i regionen och är vanligen specialiserade på ett enskilt land. Inriktningen ligger på samhälle och kultur och med särskilt fokus på mänskliga rättigheter. Tidskriften beviljas produktionsstöd från Kulturrådet (100 000 kronor årligen för 2021, 2022, 2023 och 2024 och dessförinnan 75 000 kronor årligen 2018, 2019 och 2020). För verksamhetsåret 2024 fick de allra flesta kulturtidskrifter sänkt produktionsstöd, så även Sydasien som fick 75 000 kr. 

## Historik
Åren 1977–2010 var Sydasien en kvartalstidskrift. Den grundades av bland andra Staffan Lindberg, Göran Djurfeldt, Thomas Bibin, Stig Hansén, Mats Hilte och Ola Hansson och gjordes vid redaktioner i Lund, Stockholm och Göteborg. 
I slutet av 1990-talet tog tidskriften ett första steg ut på internet, när Lars Eklund, som var redaktör åren 1983–2007, lanserade nätbilagan Monsun. Tidskriften levde vidare som kvartalstidskrift med John Senewiratne som redaktör åren 2008–2010.
I början av 2011 gjordes Sydasien om till en renodlad nättidskrift under ledning av nyblivna redaktören Johanna Sommansson; detta på grund av vikande prenumerationssiffror i kombination med lägre annonsintäkter, ökade kostnader för tryck och sänkt tidskriftsstöd. Den tryckta tidskriften återuppstod 2017 med ett provnummer, för att från 2018 ges ut med två tryckta nummer per år. 
Redaktörskapet delades åren 2020-2022 mellan Johan Mikaelsson och Henrik Schedin. Under delar av 2023 var Troy Enekvist medredaktör till Johan Mikaelsson. Åren 2021 och 2022 återgick tidskriften till att vara en tryckt kvartalstidskrift med förnyat utgivningsbevis och gav ut fyra tryckta nummer per år parallellt med nättidskriften.
I slutet av 2022 meddelade tidskriftens redaktion att den inte kommer att publicera fyra tryckta nummer vid sidan av nättidskriften under 2023 utan istället ska ge ut en bok per år. Tidskriften gav i september 2023 ut den första boken i en bokserie: Sidor av Sydasien – Land, stad och stigar däremellan. Den andra boken i serien släpptes i december 2024, med undertiteln Sydasien i Sverige. Boken och delar av dess huvudreportage speglas i en film på tidskriftens kanal på Youtube.
Tidskriften har bland annat refererats på Dagens Nyheters kultursida, i Journalisten (tidning) och i akademiskt arbete vid Högskolan i Halmstad. År 2017 inleddes ett informellt samarbete med forskarnätverket SASNET vid Lunds universitet, som pågick till och med 2021. Bland skribenterna kan nämnas författaren Zac O'Yeah, baserad i Bangalore. Tidskriften är sedan 2023 medlem av Sveriges Tidskrifter.